# Ricky Walden
Ricky Walden (Chester, 11 novembre 1982) è un giocatore di snooker inglese.

## Carriera
Ricky Walden è un professionista dal 2001.
In carriera non ha mai dimostrato di essere uno dei migliori di questa specialità, ma riesce tuttora a raggiungere dei buoni risultati.
Il 13 luglio 2008 l'inglese ha vinto il Six-Red World Championship e due mesi dopo si riconfermò trionfando allo Shanghai Masters contro il più blasonato Ronnie O'Sullivan.
Nel 2012 Walden trionfa al Wuxi Classic mentre nel 2014 vince il suo terzo titolo Ranking su tre in Cina, l'International Championship ai danni di Mark Allen.
Tra il 2015 e il 2016 perde le sue prime finali nei titoli Ranking (Indian Open 2015, Players Tour Championship Finals 2016 e China Open 2016).

## Vita privata
Sposatosi nel 2014 con Natalie Wilton nella New York City Hall, la coppia ha un figlio nato nel 2015 che ha causato il ritiro di Walden nello Shanghai Masters 2015.

## Ranking[11]
| Stagione  | Ranking iniziale | Ranking finale |
| --------- | ---------------- | -------------- |
| 2001-2002 | Non classificato | 109            |
| 2002-2003 | 109              | 99             |
| 2003-2004 | 99               | 78             |
| 2004-2005 | 76               | 48             |
| 2005-2006 | 48               | 37             |
| 2006-2007 | 36               | 36             |
| 2007-2008 | 36               | 35             |
| 2008-2009 | 35               | 20             |
| 2009-2010 | 20               | 20             |
| 2010-2011 | 20               | 20             |
| 2011-2012 | 20               | 15             |
| 2012-2013 | 15               | 8              |
| 2013-2014 | 8                | 9              |
| 2014-2015 | 10               | 10             |
| 2015-2016 | 10               | 8              |
| 2016-2017 | 8                | 21             |
| 2017-2018 | 21               | 28             |
| 2018-2019 | 28               | 30             |
| 2019-2020 | 30               | 46             |
| 2020-2021 | 46               |                |

### Break Massimi da 147: 1[12]
| N° | Anno | Competizione                 | Avversario   | Note   |
| -- | ---- | ---------------------------- | ------------ | ------ |
| 1  | 2011 | Players Tour Championship 10 | Gareth Allen | [ 13 ] |

## Tornei vinti

### Titoli Non-Ranking: 1
| Titoli Ranking             | Titoli Ranking | Titoli Ranking    | Titoli Ranking |
| -------------------------- | -------------- | ----------------- | -------------- |
| Competizione               | Anno           | Avversario        | Note           |
| Shanghai Masters           | 2008           | Ronnie O'Sullivan | [ 3 ]          |
| Wuxi Classic               | 2012           | Stuart Bingham    | [ 4 ]          |
| International Championship | 2014           | Mark Allen        | [ 5 ]          |

| Titoli Non-Ranking | Titoli Non-Ranking | Titoli Non-Ranking | Titoli Non-Ranking |
| ------------------ | ------------------ | ------------------ | ------------------ |
| Competizione       | Anno               | Avversario         | Note               |
| General Cup        | 2009               | Liang Wenbó        | [ 14 ]             |

| Tornei varianti            | Tornei varianti | Tornei varianti | Tornei varianti |
| -------------------------- | --------------- | --------------- | --------------- |
| Competizione               | Anno            | Avversario      | Note            |
| Six-Red World Championship | 2008            | Stuart Bingham  | [ 15 ]          |

- European Tour: 1 (Bluebell Wood Open 2013)

## Finali perse

### Titoli Non-Ranking: 2
| Titoli Ranking                   | Titoli Ranking | Titoli Ranking | Titoli Ranking |
| -------------------------------- | -------------- | -------------- | -------------- |
| Competizione                     | Anno           | Avversario     | Note           |
| Indian Open                      | 2015           | Michael White  | [ 6 ]          |
| Players Tour Championship Finals | 2016           | Mark Allen     | [ 7 ]          |
| China Open                       | 2016           | Judd Trump     | [ 8 ]          |

| Titoli Non-Ranking | Titoli Non-Ranking | Titoli Non-Ranking           | Titoli Non-Ranking |
| ------------------ | ------------------ | ---------------------------- | ------------------ |
| Competizione       | Anno               | Avversario                   | Note               |
| General Cup        | 2011 - 2012        | Stephen Lee - Neil Robertson | [ 16 ] [ 17 ]      |

| Tornei varianti            | Tornei varianti | Tornei varianti              | Tornei varianti |
| -------------------------- | --------------- | ---------------------------- | --------------- |
| Competizione               | Anno            | Avversario                   | Note            |
| Six-Red World Championship | 2010 - 2014     | Mark Selby - Stephen Maguire | [ 18 ] [ 19 ]   |

- Players Tour Championship: 1 (Warsaw Classic 2011)
- Asian Tour: 1 (Haining Open 2015)